# Bulgaria en los Juegos Olímpicos de Seúl 1988
Bulgaria estuvo representada en los Juegos Olímpicos de Seúl 1988 por un total de 171 deportistas que compitieron en 16 deportes.  
El portador de la bandera en la ceremonia de apertura fue el esgrimista Vasil Etropolski.

## Medallistas
El equipo olímpico búlgaro obtuvo las siguientes medallas:
| Nombre                                                         | Deporte            | Competición                     |
| -------------------------------------------------------------- | ------------------ | ------------------------------- |
| Oro                                                            |                    |                                 |
| Jristo Markov                                                  | Atletismo          | Triple salto M                  |
| Yordanka Donkova                                               | Atletismo          | 100 m vallas F                  |
| Ivailo Marinov                                                 | Boxeo              | Minimosca (48 kg) M             |
| Liubomir Gueraskov                                             | Gimnasia artística | Caballo con aros M              |
| Sevdalin Marinov                                               | Halterofilia       | 52 kg M                         |
| Borislav Guidikov                                              | Halterofilia       | 75 kg M                         |
| Atanas Komshev                                                 | Lucha grecorromana | 90 kg M                         |
| Tania Bogomilova                                               | Natación           | 100 m braza F                   |
| Vania Guesheva                                                 | Piragüismo         | K1 500 m F                      |
| Taniu Kiriakov                                                 | Tiro               | Pistola de aire 10 m M          |
| Plata                                                          |                    |                                 |
| Stefka Kostadinova                                             | Atletismo          | Salto de altura F               |
| Alexandar Jristov                                              | Boxeo              | Gallo (54 kg) M                 |
| Adriana Dunavska                                               | Gimnasia rítmica   | Concurso completo ind. F        |
| Stefan Topurov                                                 | Halterofilia       | 60 kg M                         |
| Stoyan Balov                                                   | Lucha grecorromana | 57 kg M                         |
| Zhivko Vanguelov                                               | Lucha grecorromana | 62 kg M                         |
| Ranguel Guerovski                                              | Lucha grecorromana | 130 kg M                        |
| Ivan Tsonov                                                    | Lucha libre        | 48 kg M                         |
| Antoaneta Frenkeva                                             | Natación           | 100 m braza F                   |
| Vania Guesheva Diana Paliska                                   | Piragüismo         | K2 500 m F                      |
| Lalka Berberova Radka Stoyanova                                | Remo               | Dos sin timonel (W2-) F         |
| Vesela Lecheva                                                 | Tiro               | Rifle en tres posiciones 50 m F |
| Bronce                                                         |                    |                                 |
| Tsvetanka Jristova                                             | Atletismo          | Disco F                         |
| Diana Dudeva                                                   | Gimnasia artística | Suelo F                         |
| Alexandar Varbanov                                             | Halterofilia       | 75 kg M                         |
| Bratan Tsenov                                                  | Lucha grecorromana | 48 kg M                         |
| Simeon Shterev                                                 | Lucha libre        | 62 kg M                         |
| Rajmat Sukra                                                   | Lucha libre        | 74 kg M                         |
| Antoaneta Frenkeva                                             | Natación           | 200 m braza F                   |
| Martin Marinov                                                 | Piragüismo         | C1 500 m M                      |
| Nikolai Bujalov                                                | Piragüismo         | C1 1000 m M                     |
| Vania Guesheva Borislava Ivanova Diana Paliska Ogniana Petkova | Piragüismo         | K4 500 m F                      |
| Magdalena Gueorguieva                                          | Remo               | Scull ind. (W1x) F              |
| Stefka Madina Violeta Ninova                                   | Remo               | Scull doble (W2x) F             |
| Manuela Maleeva                                                | Tenis              | Individual F                    |